# Лорікет папуанський
Лоріке́т папуанський (Charmosyna papou) — вид папугоподібних птахів родини Psittaculidae. Ендемік Індонезії. Раніше вважався конспецифічним з Charmosyna stellae.

## Опис
Довжина птаха становить 42 см, враховуючи довгий хвіст. Забарвлення переважно темно-червоне, на тімені чорна пляма, верхній край якої фіолетовий, на потилиці ще одна чорна пляма у формі півмісяця. Крила і спина темно-зелені, живіт, гузка і стегна чорні. Хвіст світло-зелений. Райдужки, дзьоб і лапи оранжеві.

## Поширення і екологія
Папуанські лорікети мешкають в горах Арфак і Тамрау на півночі півострова Чендравасіх, на північному заході Нової Гвінеї. Вони живуть у вологих гірських тропічних лісах. Зустрічаються парами або невеликими зграйками, на висоті від 1500 до 3500 м над рівнем моря. Живляться нектаром,  пилком, квітками, плодами і дрібним насінням, іноді також комахами та їх личинками. Гніздяться в дуплах дерев, в кладці 2 яйця, іноді 1 яйце. Інкубаційний період триває 28 днів, пташенята покидають гніздо через 56-64 дні після вилуплення.